# Гряда Тартару
Гряда Тартару (англ. Tartarus Dorsa) — витягнуте плоскогір’я, гряда, що розташована на схід від області Томбо на Плутоні. Її було названо 8 серпня 2017 року МАСом на честь Тартару – місцевості в підземному світі давньогрецької мітології.